# Do They Know It's Christmas?
Do They Know It's Christmas?, skriven av Bob Geldof och Midge Ure, är en julsång från 1984, insjungen på singel av Band Aid. Låten gavs ut för att samla in pengar till svältande i Etiopien. Initiativet togs av Bob Geldof efter att sett en dokumentär från BBC av Michael Buerk. Singeln spelades in i Sarm West Studios i London under en enda dag, den 25 november 1984.  Låten producerades av Midge Ure, som också spelade alla instrument utom trummor och bas. 
Singeln nådde första plats på listorna i många länder och är i Storbritannien en av de mest sålda genom tiderna med 3,8 miljoner sålda exemplar.

## Tema
Sångetexten skildrar en idylisk jul i industriländerna men riktar sedan blickarna mot, och uppmanar till omtanke för, det då kraftigt svältdrabbade i Etiopien.

## Band Aid (i alfabetisk ordning)[4]
- Robert "Kool" Bell (Kool & the Gang)
- Bono (U2)
- Pete Briquette (The Boomtown Rats)
- Adam Clayton (U2)
- Phil Collins (Genesis)
- Chris Cross (Ultravox)
- Simon Crowe (The Boomtown Rats)
- Sara Dallin (Bananarama)
- Siobhan Fahey (Bananarama)
- Johnny Fingers (The Boomtown Rats)
- Bob Geldof (The Boomtown Rats)
- Boy George (Culture Club)
- Glenn Gregory (Heaven 17)
- Tony Hadley (Spandau Ballet)
- John Keeble (Spandau Ballet)
- Gary Kemp (Spandau Ballet)
- Martin Kemp (Spandau Ballet)
- Simon Le Bon (Duran Duran)
- Marilyn
- George Michael (Wham!)
- Jon Moss (Culture Club)
- Steve Norman (Spandau Ballet)
- Rick Parfitt (Status Quo)
- Nick Rhodes (Duran Duran)
- Francis Rossi (Status Quo)
- Sting (The Police)
- Andy Taylor (Duran Duran)
- James "J.T." Taylor (Kool & the Gang)
- John Taylor (Duran Duran)
- Roger Taylor (Duran Duran)
- Dennis Thomas (Kool & the Gang)
- Midge Ure (Ultravox)
- Martyn Ware (Heaven 17)
- Jody Watley
- Paul Weller (The Style Council)
- Keren Woodward (Bananarama)
- Paul Young

## Musiker på skivan (i alfabetisk ordning)[4]
- Phil Collins – trummor
- John Taylor – bas
- Midge Ure – keyboards, programmering, och övriga instrument.

## Coverversioner
2004 sjöng svenska sångerskan Shirley Clamp in sången på skiva, och hennes version nådde som högst 28:e plats på den svenska singellistan.

## Listor
Den var singeletta i Storbritannien.

## Listplaceringar
| Lista (1984-1985) | Topplacering |
| ----------------- | ------------ |
| Finland           | 6            |
| Frankrike         | 34           |
| Nederländerna     | 1            |
| Norge             | 1            |
| Nya Zeeland       | 1            |
| Schweiz           | 1            |
| Sverige           | 1            |
| Österrike         | 1            |